# Warenteiler

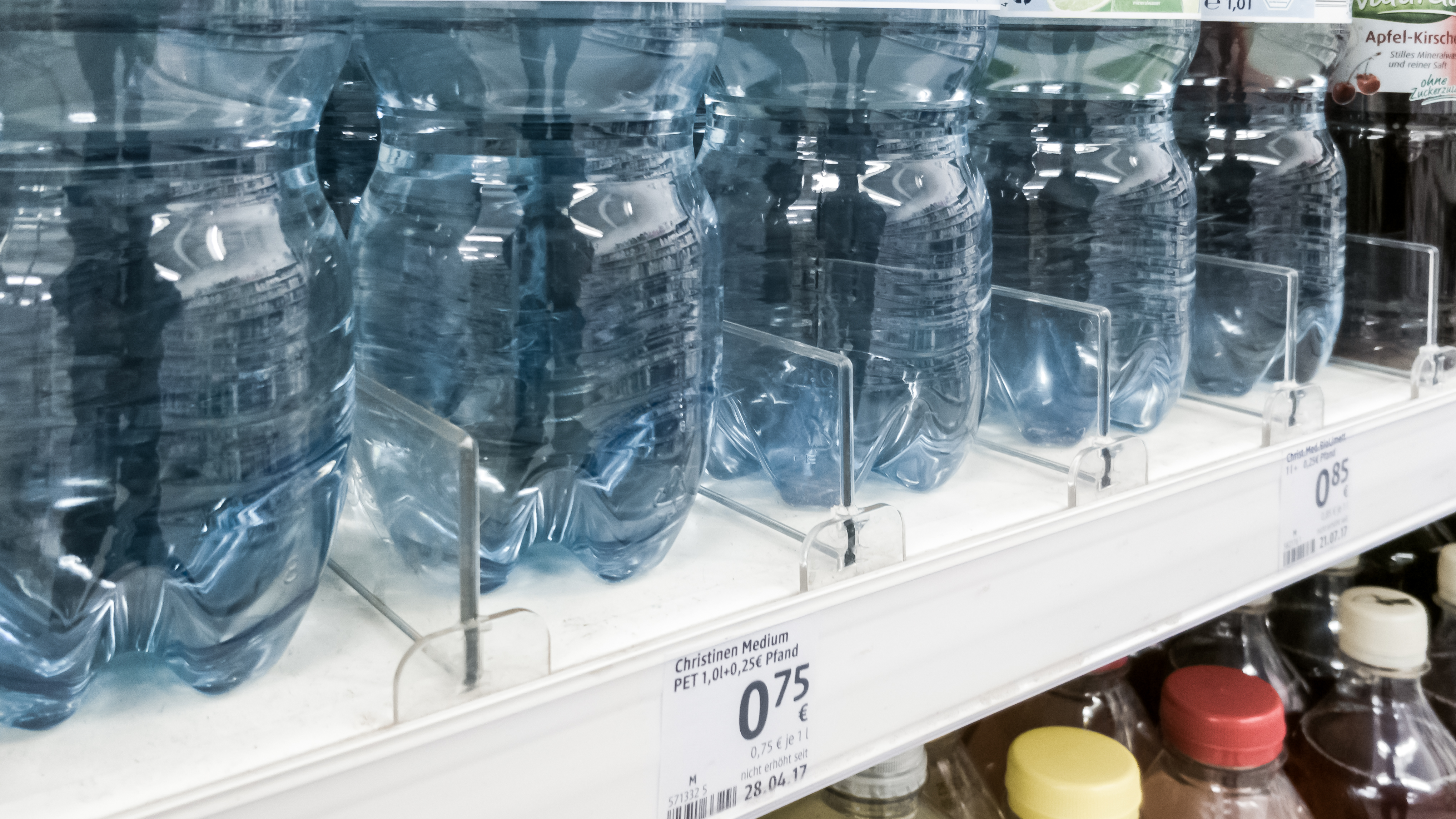
Warenteiler aus transparentem Kunststoff in einem Supermarktregal

Der Warenteiler wird bei der Regalordnung in Supermärkten eingesetzt.
Es ist nicht zu verwechseln mit dem Warentrenner, der im Kassenbereich eingesetzt wird.

## Funktionsweise
Der Warenteiler wird in die dafür vorgesehenen Klemmleisten, die sich auf den (Warenträger)-Böden der Regale befinden, eingesetzt.
Er unterteilt somit die Regale in verschiedene Teilbereiche und verhindert somit das Ineinanderrutschen der Waren.

## Vorteile
- Verbesserte Übersichtlichkeit für den Kunden
- Allgemein ordentlichere Präsentation der Waren
- Waren müssen nicht händisch wieder geordnet werden
- Verbesserter Überblick über fehlende Produkte → Vermeidung von Regallücken[1]